# Іванове дитинство
«Іванове дитинство» (рос. «Иваново детство») — російський радянський драматичний художній фільм кіностудії «Мосфільм» 1962 року, перша повнометражна кінострічка російського кінорежисера Андрія Тарковського (1932—1986) за повістю Володимира Богомолова «Іван».

## Знімальна група
- Кінорежисер: Тарковський Андрій Арсенійович
- Оператор: Юсов Вадим Іванович
- Художник: Євген Черняєв
- Композитор: Овчинников В'ячеслав Олександрович
- Диригент: Емін Хачатурян
- Звукорежисер: Інна Зеленцова
- Монтаж: Л. Фейгінова
- Директор: Гліб Кузнецов

## Передумови створення
Тарковський не збирався знімати цей фільм. Але кіно — це виробництво за участю багатьох працівників з власним виробничим планом, кошторисом, натурними та павільйонними зйомками, хворобами і вимушеними замінами.
Літературним першоджерелом було невелике оповідання «Іван» 1957 року, яке створив письменник Володимир Богомолов. В творі автором виступав молодий лейтенант, що декілька разів стикнувся з 12-річним хлопцем-розвідником Іваном Бусловим. Війна позбавила хлопчика і батьків, і спокійного дитинства, перевернула і спотворила характер хлопця, котрого випалює зсередини лише жага помсти фашистам. Але безжальна війна покарає і підлітка, який в оповіді Володимира Богомолова теж гине.
Твір Богомолова був помічений і перекладений більш ніж на 20 різних мов. Із твором був знайомий і кінодраматург Михайло Папава, котрий створив власний варіант сценарію, але змінив кінець. У Папави хлопець подорослішав на війні, і в кінці сюжету їде в потягу разом із вагітною дружиною.
В сценарій Папави втрутився сам Володимир Богомолов. В газеті «Комсомольская правда» пройшла публікація про підлітків-розвідників, котрі допомагали дорослим під час боїв на Дніпрі 1941 року. Друкований матеріал закінчувався проханням відгукнутися тодішніх підлітків-розвідників. Але жодного відгуку на матеріал не було, бо дійові особи тих подій загинули. Відгукнутися не було кому. Тому Володимир Богомолов переробив кінцеву частину кіносценарія, повернувши тому трагічну розв'язку оповідання.
Тема війни за часів СРСР штучно підтримувалась в мистецтві радянською ідеологією в бажанні приховати провали двох перших років військових дій, в бажанні приховати мільйни радянських військовополонених і страшні прорахунки в обороні. Акцент з трагічних двох початкових років переносили на перемогу 1945-го. Твір Богомолова, навпаки, повертав свідомість читачів до важкого стану на фронтах, коли ворожі табори розділяв Дніпро десь на Гомельщині.

## Підняті проблеми

### Підліток на війні
Дитина і підліток на війні, поблизу фронту — нонсенс. Адже там повсякчас чатує на живих смерть. Саме цей нонсенс і розглянув режисер в кінострічці. Формально Тарковський іде за твором. Але лінійного розвитку сюжету нема. Він постійно перебивається спогадами підлітка, поданими як його сни. Сни Івана подані як теплі, безхмарні, ідилічні сцени — з садами, галявинами, освітленими сонцем, яблуками і конями, згадками про матір. Тим контрастніше постають буденні сцени забруднених берегів річки ночами, окопів і землянок, відбитих у фашистів, весь цей важкий, тимчасовий побут вояків.

### Чоловічий фільм
Як бувають чоловічі танці, так і фільм Тарковського — чоловічий фільм. В кінострічці серед жінок лише недовго присутня Маша, мати і сестра в снах підлітка. Саме в умовах агресивного чоловічого світу на війні формувався характер розвідника-підлітка Івана. Він швидко засвоїв дещо привілейований стан розвідвідділку, до якого причетний. Неприємне здивування викликають звички Івана керувати дорослими, його не прохання, а накази-репліки («Нехай він вийде» — до вартового, «Негайно сповістите в штаб 51-му, що я перебуваю тут» — лейтенанту, до якого випадково потрапив, «Це вас не стосується» — йому ж.) Дитина-підліток нервово, на межі чергової істерики намагається керувати навіть дорослими розвідниками, активно, як рівня з дорослими, впливати на їх рішення, виважені і логічні, на відміну від невиважених і нелогічних у Івана. Тому він галасливо пручається відправці в тил, не хоче в часи війни навчатися в школі, а хоче воювати. Хоче — попри все, як це у балуваного тінейджера. Це тонко відчув Жан Поль Сартр, кортий назвав підлітка Івана «справжнім чудовиськом, незвично прекрасним і майже відразливим».
Залежність від свого віку, малий життєвий досвід виявляються лише в снах Івана, де він гуляє сонячними галявинами, спостерігає за конями, вибирає стигле яблучко для сестри. Залежність від свого віку і важкого досвіду також в істеричних вигуках Івана, що в Німеччині нема культури, бо фашисти палили на його очах книги на місцевій площі. Мовчазним доказом того, що в Німеччині була і є культура, в фільмі Тарковського стають безсмертні гравюри Дюрера, неперевершений культурний внесок в мистецтво і історію цього складного світу. А помилки мав не тільки німецький народ, як то сталося з політикою підтримки більшістю німців фашизму. Помилки мав і народ Італії, і Іспанії, і народи Латинської Америки, і більшовицької Росії, що залишилось за межами кінострічки. Політичні прорахунки в Європі і призвели до велетенської боротьби між двома тоталітарними системами — фашистською Німеччиною та сталінським СРСР.

## Актори і ролі
- Микола Бурляєв — підліток Іван
- Валентин Зубков — Холін
- Євген Жариков — Гальцев
- Степан Крилов — Катасонов
- Микола Гринько — Грязнов
- Валентина Малявіна — Маша, медична сестра
- Володимир Маренков — Малишев
- Дмитро Мілютенко — збожеволілий старий на руїнах
- Ірма Рауш — мати підлітка Івана
- Микола Сморчков — старшина